# Antonio Maria Lorgna
Antonio Maria Lorgna, noto anche come Anton Maria Lorgna o Anton Mario Lorgna (Cerea, 18 ottobre 1735 – Verona, 28 giugno 1796), è stato un matematico e ingegnere italiano, cittadino della Repubblica di Venezia, noto soprattutto in quanto propugnatore e fondatore dell'associazione nota come Accademia dei XL.
Fu ufficiale del Corpo del genio della Repubblica di Venezia e Direttore della Scuola Militare di Verona. Dopo una lunga elaborazione iniziata nel 1766, ottenuto nel 1781 l'appoggio dei maggiori scienziati che allora operavano in Italia, tra i quali Alessandro Volta, Joseph-Louis Lagrange, Lazzaro Spallanzani, Ruggero Giuseppe Boscovich e Leonardo Salimbeni, nel 1782 fondò la Società Italiana delle scienze detta dei XL che ora è denominata Accademia nazionale delle scienze detta dei XL.

## Biografia

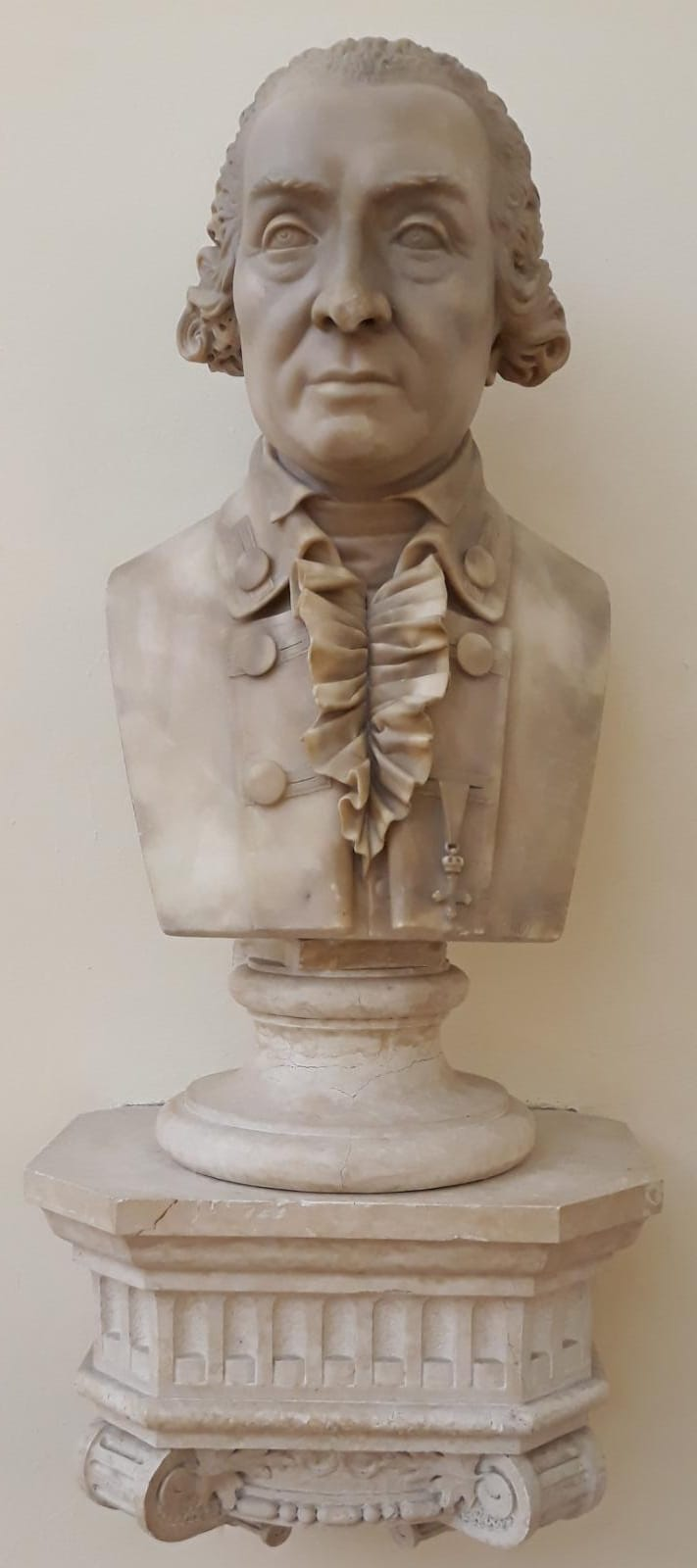
Il busto di Anton Maria Lorgna presso la Protomoteca della Biblioteca civica di Verona

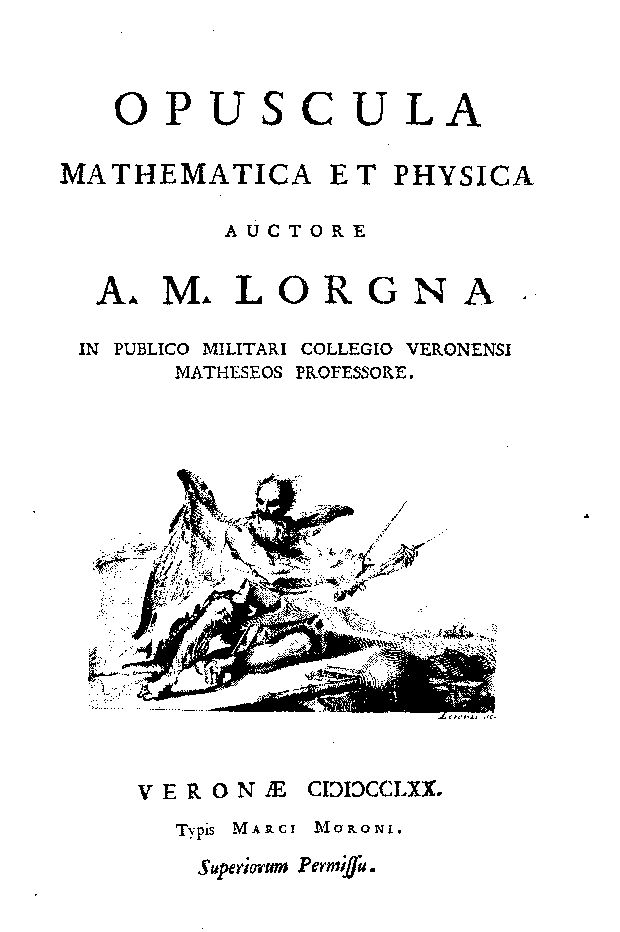
Opuscula mathematica et physica, 1770

Antonio Maria Lorgna nacque a Cerea (VR) il 22 ottobre 1735, e morì a Verona il 28 giugno 1796. Da giovane seguì l'attività del padre, militare di carriera, arruolandosi nella cavalleria. Compì poi gli studi a Padova dove si laureò in matematica e fisica.
Fu dal 1763 professore di matematica e capitano degli ingegneri nella Scuola militare di Verona di carattere tecnico, che aveva sede a Castelvecchio.
Lorgna per moltissimi anni fu responsabile e governatore della Scuola Militare di Castelvecchio a Verona. Conservò questa carica fino alla sua morte, alla quale gli succedette l'ingegnere veronese Leonardo Salimbeni.
Lorgna fu poi ingegnere militare al servizio della Repubblica di Venezia e si interessò di lavori di idraulica fluviale nel veronese, dato il grave problema costituito dalle alluvioni e dalle tracimazioni dei fiumi. Fu nominato Sovrintendente del Corpo del Genio.
Il Lorgna fondò nel 1785 l'Accademia nazionale delle scienze ancora esistente che sotto la sua direzione ebbe alta fama. Questa società scientifica fu detta anche «Accademia dei XL» perché ne facevano parte 40 studiosi fra i quali Alessandro Volta, Luigi Lagrange, Lazzaro Spallanzani, Ruggero Boscovich.
Lasciò più di 70 pubblicazioni; nella Biblioteca Civica di Verona si conservano 12 buste di manoscritti e 9 lettere pertinenti al carteggio scientifico da lui tenuto con i più noti scienziati del suo tempo. Lasciò inoltre in eredità alla Biblioteca Civica la sua ricca biblioteca scientifica.

## Opere
- Osservazioni Fisiche intorno all'acqua marziale di Recoaro, Vicenza, presso Antonio Veronese, 1780. URL consultato il 4 febbraio 2017.

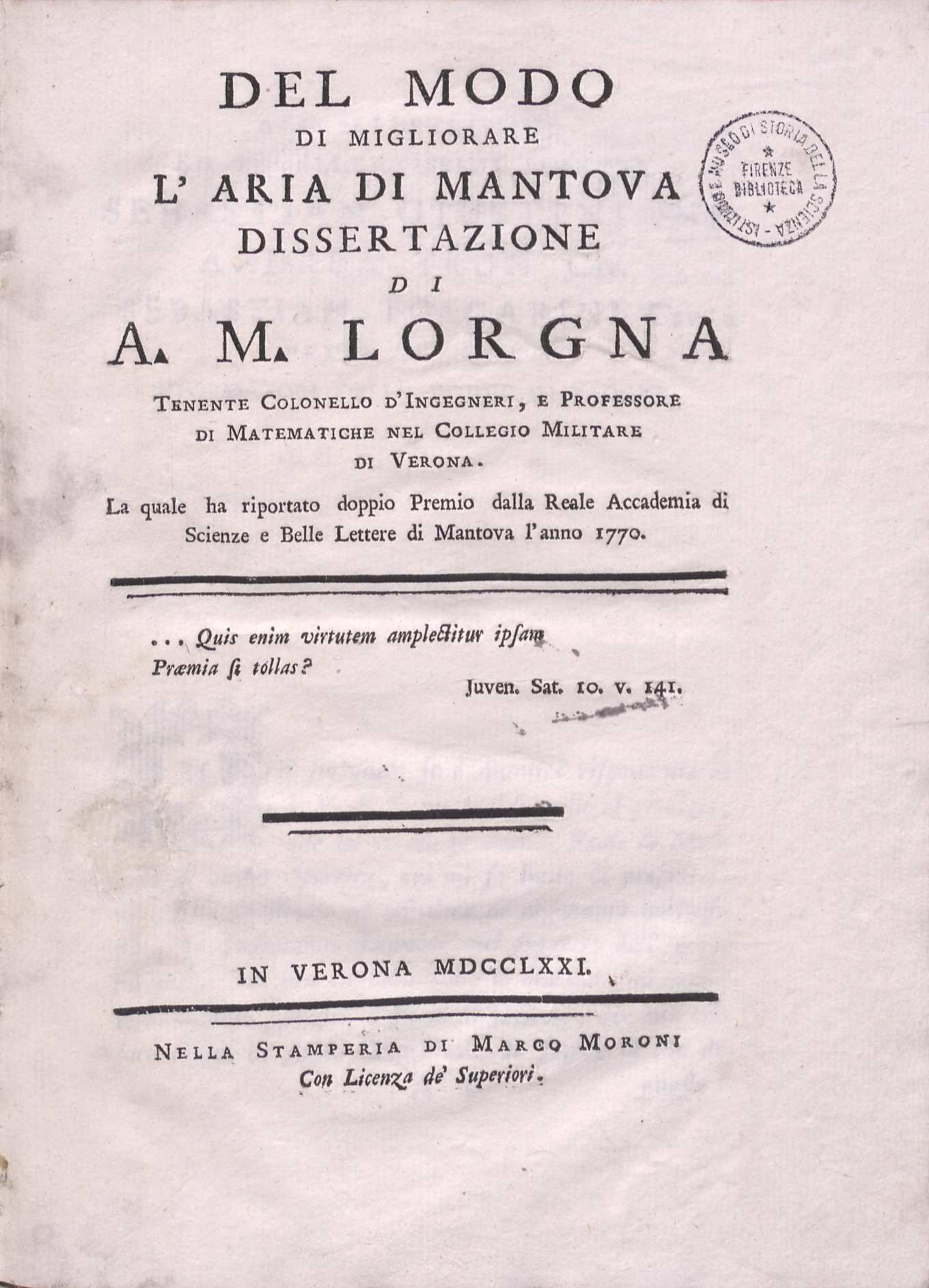
Del modo di migliorare l'aria di Mantova, 1771

- Della graduazione dei termometri a mercurio e della rettificazione dei barometri semplici, Verona, nella Stamperia di Marco Moroni, 1765. URL consultato il 18 giugno 2015.

- (LA) Opuscula tria ad res mathematicas pertinentia, Veronae, ex Typographia Ramanziniana, 1767. URL consultato il 18 giugno 2015.

- Discorso intorno al riparare dalle inondazioni dell'Adige la città di Verona, Verona, nella stamperia Moroni, 1768. URL consultato il 18 giugno 2015.

- Fabbrica ed usi principali della squadra di proporzione, Verona, nella Stamperia Moroni, 1768. URL consultato il 18 giugno 2015.

- Dissertazione sopra il quesito essendo le pressioni dell'acqua stagnante in ragione delle altezze, cercasi se lo sieno egualmente passando l'acqua dalla quiete al moto, Mantova, Alberto Pazzoni, 1769. URL consultato il 18 giugno 2015.

- (LA) Opuscula mathematica et physica, Veronae, Marco Moroni, 1770. URL consultato il 18 giugno 2015.

- Sopra il quesito rinvenire il fondamento per cui siasi in addietro creduta insalubre l'aria di Mantova, e come ancora presentemente possa la medesima ricevere miglioramento, Mantova, regio-ducale stampatore per l'erede di Alberto Pazzoni, 1771. URL consultato il 18 giugno 2015.

- Del modo di migliorare l'aria di Mantova, Verona, Marco Moroni, 1771.
- (LA) De casu irreductibili tertii gradus et seriebus infinitis, Veronae, typis Marci Moroni, 1776. URL consultato il 18 giugno 2015.

- Memorie intorno all'acque correnti, Verona, Marco Moroni, 1777. URL consultato il 18 giugno 2015.

- Principi di geografia astronomico-geometrica, Verona, Dionigi Ramanzini, 1789. URL consultato il 18 giugno 2015.